# ذاكرة تغيير الطور
ذاكرة تغيير الطور (المعروفة أيضًا باختصار بّي سي إم، وبّي سي إم إي، وبّي رام، وبّي سي رام، وأو يو إم (ذاكرة أوفونيك الموحدة)، وسي رام (ذاكرة الوصول العشوائي الكالكوجينية)) هي نوع من ذواكر الوصول العشوائي المستدامة. تستغل ذواكر تغيير الطورالسلوك الفريد لزجاج الكالكوجينيد. في أجيال ذواكر تغيير الطور الأقدم، استخدمت الحرارة الناتجة عن مرور تيار كهربائي عبر عنصر تسخين مصنوع عمومًا من نيتريد التيتانيوم إما لتسخين الزجاج وتبريده بسرعة، ما يجعله لا بلوري، أو لإبقائه في نطاق درجة حرارة التبلور بعض الوقت، وبالتالي تحويله إلى حالة بلورية. تملك ذواكر تغيير الطور أيضًا القدرة على تحقيق عدد من الحالات الوسيطة المتميزة، وبالتالي القدرة على تخزين عدة بتات في خلية واحدة، ولكن حالت الصعوبات في برمجة الخلايا بهذه الطريقة دون تنفيذ هذه الإمكانات في تقنيات أخرى (أبرزها الذاكرة الوميضية (الفلاش)) تملك نفس الإمكانيات.
تتجه تقنية ذواكر تغيير الطور الحديثة في اتجاهين مختلفين. وجهت إحدى المجموعات أبحاث عديدة نحو محاولة إيجاد بدائل مادية عملية لـGe2Sb2Te5 (الجرمانيوم-الأنتيمون-التيلوريوم)، وحققت نجاح متفاوتًا. طورت مجموعة أخرى استخدام شبكة فائقة من GeTe–Sb2Te3 لتحقيق تغيرات غير حرارية في الطور عن طريق تغيير حالة التنسيق ذرات الجرمانيوم ببساطة بواسطة نبضة ليزر. حققت ذاكرة تغيير الطور البينية الجديدة (آي بّي سي إم) نجاحات عديدة وما تزال موضوعًا للكثير من الأبحاث النشطة.
زعم ليون تساي أنه يجب اعتبار جميع الذواكر المستدامة ثنائية الأطراف، بما فيها ذواكر تغيير الطور، مقاومة ذاكرية. وزعم ستان ويليامز العامل في مختبرات إتش بّي أيضًا أنه يجب اعتبار ذواكر تغيير الطور مقاومة ذاكرية. ولكن، طعن في هذا المصطلح واعتبرت إمكانية تطبيق نظرية المقاومة الذاكرية على أي جهاز يمكن تحقيقه فيزيائيًا موضع شك.

## ذواكر تغيير الطور مقابل ذاكرة الفلاش
تتمتع ذواكر تغيير الطور بوقت التبديل وقابلية توسع ضمنية يجعلاها أكثر جاذبية. ربما تكون حساسية ذواكر تغيير الطور تجاه درجات الحرارة أبرز عيوبها، والتي قد تتطلب تغييرات في عملية إنتاج الشركات المصنعة تدمج التكنولوجيا.
تعمل ذاكرة الفلاش عن طريق تعديل الشحنة (الإلكترونات) المخزنة داخل بوابة ترانزستور الأثر الحقلي للأكاسيد المعدنية لأشباه الموصلات (موس). تبنى البوابة باستخدام «مكدس» خاص مصمم لاحتجاز الشحنات (إما على بوابة عائمة أو في «حواجز» عازلة). يؤدي وجود شحنة داخل البوابة إلى تغيير جهد عتبة الترانزستور، Vth، زيادته أو انقاصه، ليقابل القيم 1 أو 0 مثلًا. يتطلب تغيير حالة البتات إزالة الشحنة المتراكمة، ما يتطلب جهدًا كبيرًا نسبيًا «لامتصاص» الإلكترونات من البوابة العائمة. توفر مضخة شحن دفعات الجهد هذه، وتستغرق بعض الوقت لتجميع الطاقة. تكون أوقات الكتابة العامة لأجهزة الفلاش الشائعة في حدود 100 ميكرو ثانية (لكتلة بيانات)، أي نحو 10,000 ضعف وقت القراءة المعتاد البالغ 10 نانوثانية، لذاكرة الوصول العشوائي الساكنة مثلًا (بالنسبة للبايت).
يمكن أن تقدم ذواكر تغيير الطور أداءً أعلى بكثير في التطبيقات التي تكون فيها الكتابة السريعة مهمة، وذلك لأنه يمكن تبديل عنصر الذاكرة بسرعة أكبر، ولأنه يمكن أيضًا تغيير البتات المفردة إلى 1 أو 0 دون الحاجة إلى محو كتلة كاملة من الخلايا أولاً. يجعل الأداء العالي، الأسرع بآلاف المرات من محركات الأقراص الثابتة التقليدية، ذواكر تغيير الطور مهمة خاصةً في أدوار الذاكرة الدائمة التي يحدد أداءها حاليًا بتوقيت الوصول للذاكرة فقط.
بالإضافة إلى ذلك، تتسبب كل دفعة جهد عبر الخلية في ذواكر الفلاش تدهورًا. ومع انخفاض حجم الخلايا، يزداد التلف الناتج عن البرمجة سوءًا لأن الجهد اللازم لبرمجة الجهاز لا يتناسب مع الطباعة. تنجز معظم أجهزة الفلاش، حاليًا، 5,000 عملية كتابة فقط لكل قطاع، وتجري العديد من متحكمات ذاكرة الفلاش أداء تسوية التآكل لنشر الكتابات عبر عدة قطاعات مادية.
تتدهور ذواكر تغيير الطور أيضًا مع الاستخدام، لأسباب مختلفة عن الفلاش، ولكنها تتدهور ببطء أكبر. قد تتحمل ذاكرة تغيير الطور نحو 100 مليون دورة كتابة. يحدد عمر ذواكر تغيير الطور بآليات مثل التدهور بسبب التمدد الحراري للجرمانيوم-الأنتيمون-التيلوريوم في أثناء البرمجة، وترحيل المعادن (وغيرها من المواد)، وطرق أخرى ما تزال غير معروفة.
يمكن برمجة أجزاء الفلاش قبل أن لحمها على اللوحة، أو يمكن حتى شراؤها مبرمجة مسبقًا. ولكن، تفقد محتويات ذواكر تغير الطور بسبب درجات الحرارة المرتفعة اللازمة للحم الجهاز بالوحة (انظر اللحام بالسيولة أو اللحام الموجي). وما يزيد الأمر سوءًا هو التوجيه الحديث إلى التصنيع الخالي من الرصاص الذي يتطلب درجات حرارة لحام أعلى. يجب أن توفر الشركة المصنعة التي تستخدم أجزاء ذواكر تغيير الطور آلية لبرمجة الذواكر «داخل النظام» بعد أن لحمها في مكانها.
«تسرب» البوابات الخاصة المستخدمة في ذاكرة فلاش شحن (الإلكترونات) بمرور الوقت، ما يتسبب في تلف البيانات وفقدانها. تعد مقاومة عنصر ذاكرة تغيير الطور أكثر استقرارًا؛ فمن المتوقع أن تحتفظ بالبيانات لمدة 300 عام عند درجة حرارة العمل العادية البالغة 85 درجة مئوية.
يمكن لأجهزة الفلاش تخزين عدة بتات (عادةً اثنين) في كل خلية مادية، عن طريق تعديل كمية الشحنة المخزنة على البوابة بدقة. في الواقع، يضاعف هذا من كثافة الذاكرة، ويقلل من التكلفة. تخزن ذواكر تغيير الطور أصلًا بت واحد فقط في كل خلية، لكن أزالت التطورات الأخيرة التي حققتها إنتل هذه المشكلة.
تعد أجهزة الفلاش عرضة لتلف البيانات بسبب الإشعاع، نظرًا لأنها تحجز الإلكترونات لتخزين المعلومات، ما يجعلها غير مناسبة للعديد من التطبيقات الفضائية والعسكرية. تظهر ذواكر تغيير الطور مقاومة أعلى للإشعاع.
يمكن أن تستخدم محددات خلايا ذواكر تغيير الطور أجهزة مختلفة مثل: الديود والترانزستور ثنائي القطب والموسفت. يوفر استخدام الديود أو الترانزستور ثنائي القطب أكبر كمية من التيار لحجم خلية معين. ولكن، توجد مخاوف بشأن استخدام الديود بسبب التيارات الطفيلية على الخلايا المجاورة، بالإضافة إلى متطلبات الجهد العالي، التي تؤدي إلى زيادة استهلاك الطاقة. تعتبر مقاومة الكالكوجينيد بالضرورة أكبر من مقاومة الديود، ما يعني أن جهد التشغيل يجب أن يتجاوز 1 فولت بهامش كبير لضمان تيار انحيازي أمامي مناسب من الديود. قد تكون أخطر عواقب استخدام مصفوفة محددة بالديود، خاصةً المصفوفات الكبيرة، هي إجمالي التيار المتسرب الانحيازي العكسي من خطوط البتات غير المختارة. في حين تساهم خطوط البت المحددة فقط في تيار متسرب انحيازي عكسي في المصفوفات المحددة بالترانزستور. يبلغ الفرق بين التيارين المتسربين عدة مئات الأضعاف. توجد مخاوف أخرى مع القياسات أقل من 40 نانومتر تتمثل في تأثير عامل الإشابة المنفصل إذ يتقلص عرض وصلة الموجب والسالب. تسمح المحددات المعتمدة على الفيلم بكثافات أعلى، باستخدام مساحة خلية أقل من 4F2 عن طريق تكديس طبقات الذاكرة أفقيًا أو رأسيًا. تكون إمكانيات العزل غالبًا أدنى من إمكانية استخدام الترانزستورات إذا كانت نسبة التشغيل/الإيقاف للمحدد غير كافية، ما يحد من القدرة على تشغيل مصفوفات كبيرة جدًا في هذه البنية. يعتبر تبديل العتبة المعتمد على الكالكوجينيد محدد قابل للتطبيق لمصفوفات ذواكر تغيير الطور عالية الكثافة.